# Nephrotoma exastigma
Nephrotoma exastigma är en tvåvingeart som beskrevs av Oosterbroek 1978. Nephrotoma exastigma ingår i släktet Nephrotoma och familjen storharkrankar. Inga underarter finns listade i Catalogue of Life.